# 33534 Meiyamamura
33534 Meiyamamura este o planetă minoră (asteroid), cu un diametru de 2,118 km, din centura de asteroizi. A fost descoperită pe 17 aprilie 1999 la Experimental Test Site⁠(d) de Lincoln Near-Earth Asteroid Research. 
Obiectul prezintă o orbită caracterizată de o semiaxă mare de 2,4091775 UAi, o excentricitate de 0,14, o înclinație de 1,54961 ° în raport cu ecliptica.